# ICI 118551
ICI 118551 ist ein β2-selektiver-Adrenozeptor-Blocker aus der Gruppe der Betablocker. ICI 118551 wurde von den Imperial Chemical Industries entwickelt, die 2008 von AkzoNobel übernommen worden.

## Gewinnung und Darstellung
ICI 118551 kann ausgehend von 7-Methylindan-4-ol dargestellt werden.

## Verwendung
ICI 118551 findet insbesondere in der experimentellen Pharmakologie Anwendung. Einen therapeutischen Einsatz gibt es bislang nicht. Eine Arzneimittelzulassung besteht nicht.